# دير المعلم (الحديدة)
دير المعلم هي إحدى قرى مديرية المنصورية، التابعة لمحافظة الحديدة اليمنية، بلغ تعداد سكانها 1603 نسمة حسب الإحصاء الذي أجري عام 2004.